# خواجة (أصفهان)
خواجة هي قرية في مقاطعة أصفهان، إيران. عدد سكان هذه القرية هو 14 في سنة 2006.